# Автошлях Т 1515
Автошлях Т 1515 — автомобільний шлях територіального значення у Миколаївській області. Проходить територією Березанського району через Федорівку — Рибаківку — базу відпочинку «Лугове». Загальна довжина — 25,2 км.

## Маршрут
Автошлях проходить через такі населені пункти:
| Автошлях Т 1515          |        |
| Миколаївська область     |        |
| Березанський район       |        |
| Федорівка                | E58М14 |
| Тузли                    |        |
| Рибаківка                |        |
| база відпочинку «Лугове» | Т 1520 |